# حسن‌آباد چاهدگال
حسن‌آباد چاهدگال، روستایی در دهستان چاهدگال بخش نگین کویر شهرستان فهرج در استان کرمان ایران است. این روستا، مرکز دهستان چاهدگال است.

## جمعیت
بر پایه سرشماری عمومی نفوس و مسکن در سال ۱۳۹۵، جمعیت این روستا برابر با ۵۳ نفر (۱۶ خانوار) بوده‌است.